# Plaques de matrícula de Lituània

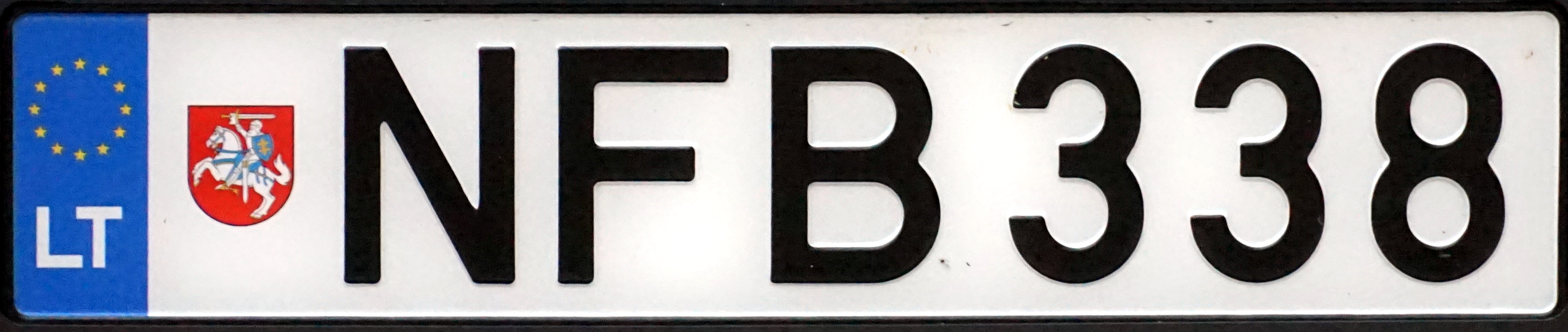
Model actual de matrícula a Lituània.

Les plaques de matrícula dels vehicles de Lituània es componen d'una combinació alfanumèrica que no indica la procedència del vehicle i que està formada per tres lletres i tres xifres, separada per un espai, de color negre sobre un fons blanc reflectant   ABC 123). A l'esquerra s'hi afegeix l'escut nacional. Les plaques tenen la mateixa mida i longitud que la resta de països de la Unió Europea (Tipus 1: 520x110 mm, Tipus 2: 300x150 mm). I com aquests també mostra l'eurofranja blava a l'esquerra amb les estrelles de la bandera europea i el distintiu internacional del país, LT.
Entre les lletres i les xifres s'adjunta una etiqueta adhesiva que certifica que s'ha passat la inspecció bianual obligatòria i que el vehicle compleix les normes de seguretat i emissió de gasos.

## Tipus

### Personalitzades
Lituània permet l'emissió de matrícules personalitzades sempre i quan la combinació estigui formada d'1 a 6 caràcters (un dels quals ha de ser una xifra) i per a les motos d'1 a 5 caràcters (un dels quals ha de ser una xifra). La combinació no pot contenir paraules vulgars, argot, insults, o que sigui ofensiva respecte als representants d'altres races i religions. La inscripció no pot coincidir amb els noms d'estats, d'organitzacions internacionals o les seves abreviatures.

### Motocicletes
Les motocicletes utilitzen el mateix tipus que els automòbils però amb una combinació formada per tres xifres seguides de dues lletres (ex. 123AB). Per als ciclomotors la combinació és de dues xifres i tres lletres (ex. 12ABC). Per als quadricicles o quads la combinació és de dues xifres i dues lletres (ex. 12AB).

### Vehicles elèctrics
Els vehicles elèctrics porten des del 2016 una placa amb el mateix format que la resta d'automòbils però amb una combinació formada per la lletra E seguida d'una altra lletra i quatre xifres (ex. EA1234).

### Taxis
Els taxis des del juliol de 2006 tenen plaques especials, es componen de la lletra T (correspon a la primera lletra de la paraula "taksi" en lituà) seguida per cinc xifres en negre sobre un fons groc.

### Remolcs
Els remolcs i semi-remolcs utilitzen el mateix tipus i mides de plaques que els automòbils però amb una combinació formada per dues lletres seguides de tres xifres (ex. AB123).

### Vehicles històrics
Els vehicle històrics poden utilitzar des de l'abril de 2018 el mateix tipus de placa que els automòbils però amb una combinació formada per una H seguida de cinc xifres (ex. H12345). Per a les motocicletes i ciclomotors la combinació és de quatre xifres seguida d'una H (ex. 1234H).

### Temporals
Des del setembre de 2004 les plaques temporals porten els caràcters en vermell sobre un fons blanc. Els automòbils i els remolcs estan designats amb una lletra P seguida de cinc xifres que indiquen la combinació. Per a les motocicletes només s'hi afegeixen quatre xifres. Des del 2018 aquest tipus de plaques s'expedeixen per un període il·limitat de temps.

### Portabicicletes
Lituània emet per els casos en què un automòbil portin subjectes a la part posterior del vehicle una o diverses bicicletes i aquestes tapin la matrícula del vehicle. En aquest cas la placa porta la imatge d'una bicicleta a l'esquerra d'una combinació formada per una lletra seguida de cinc xifres.

### Vehicles militars
Els vehicles militars des de l'octubre de 2008 porten unes plaques amb caràcters blancs sobre un fons negre i amb la bandera de l'estat al costat esquerre.

### Diplomàtiques
Per al Cos diplomàtic, des de l'octubre de 2004 porten unes plaques que es componen només de xifres agrupades segons el model 12 1 1234 de color blanc sobre un fons verd. Les dues primeres xifres indiquen el codi de l'ambaixada.
Codis
- 01 - Suècia
- 02 - República Federal Alemanya
- 03 – França
- 04 – Letònia
- 05 – Dinamarca
- 06 – Canadà
- 07 – Regne Unit de la Gran Bretanya i Irlanda del Nord
- 08 – Itàlia
- 09 – Noruega
- 10 – Finlàndia
- 11 – Vaticà
- 12 – Turquia
- 13 – República Txeca
- 14 – Estats Units d'Amèrica
- 15 – República Popular de la Xina
- 16 – Polònia
- 18 – Estònia
- 19 – Federació Russa
- 20 – Consulat General de la Federació Russa a Klaipėda
- 21 – Romania
- 22 – Ucraïna
- 23 – Bielorússia
- 24 – Kazakhstan
- 25 – Geòrgia
- 26 – Japó
- 28 – Divisió d'Inversions i Comerç de Flandes a l'Ambaixada del Regne de Bèlgica
- 29 – Països Baixos
- 30 – Hongria
- 31 – Espanya
- 32 – Sobirà Ordre de Malta
- 33 – Gràcia
- 34 – Iranda
- 36 – Moldova
- 37 – Azerbaidjan
- 39 – Armània
- 40 – Croàcia
- 41 – Israel
- 42 - Nigèria
- 43 - Índia
- 60 - Oficina de representació de Taiwan a Lituània

## Confusió amb les plaques sueques

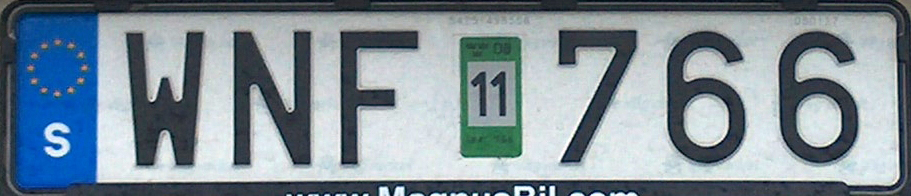
Model actual de matrícula sueca.

El sistema fiscal de l'impost de congestió d'Estocolm utilitza el reconeixement automàtic de matrícules per identificar les plaques, però aquest sistema no pot distingir entre les plaques sueques i les lituanes, ja que aquestes són gairebé idèntiques (totes dues tenen una combinació de tres lletres i tres xifres). En un inici els automòbils no suecs no han de pagar aquest impost, però degut a la confusió que fa el sistema, aquest impost se li cobra al propietari d'un automòbil suec que tingui una matrícula igual. Fins i tot després de l'aplicació d'aquest impost als cotxes estrangers, el problema persisteix.

## Història

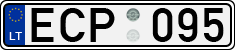
Model de matrícula emesa entre el 2004 i el 2023.

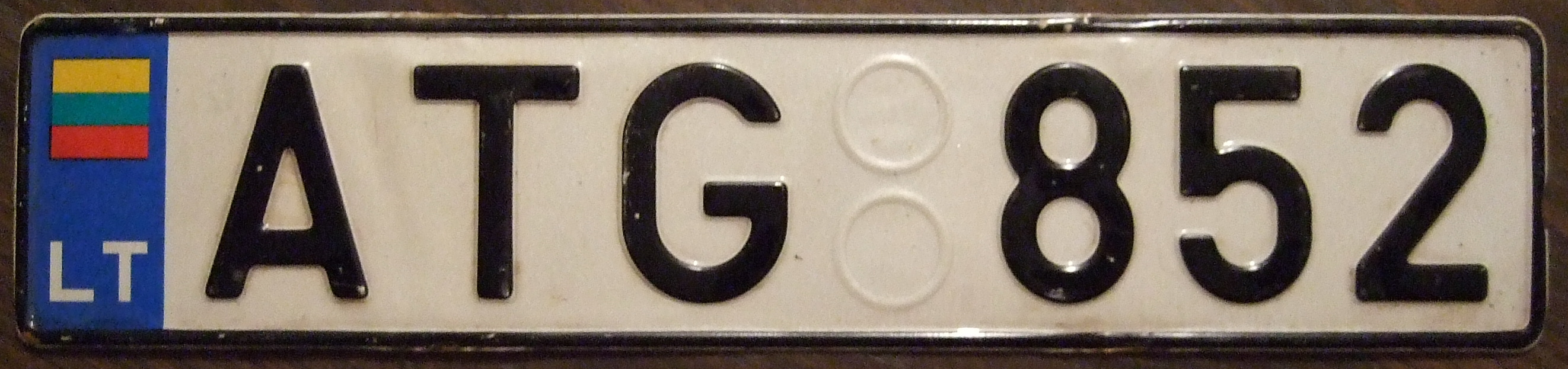
Model de matrícula emesa abans del 2004.

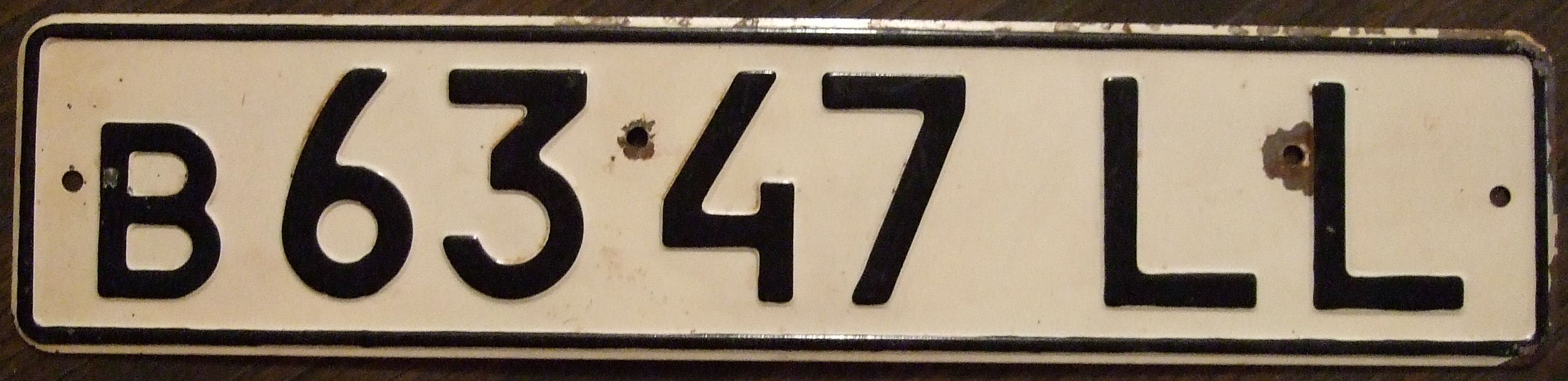
Matrícula de 1991, encara basada en el model soviètic.

Anteriorment a l'any 2004 les plaques es componien igualment de tres lletres i tres xifres, però la segona lletra, situada al mig de les tres, indicava l'àrea administrativa on estava registrat el vehicle, com indica aquesta taula:
| Codi | Àrea administrativa                                               | Exemple de combinació |
| ---- | ----------------------------------------------------------------- | --------------------- |
| A    | Alytus                                                            | AC 123                |
| J    | Tauragė (però codi de la primera lletra de Jurbarkas)             | AJC 123               |
| K    | Kaunas                                                            | AKC 123               |
| L    | Klaipėda                                                          | ALC 123               |
| M    | Marijampolė                                                       | AMC 123               |
| P    | Panevežys                                                         | APC 123               |
| S    | Šiauliai                                                          | ASC 123               |
| T    | Telšiai                                                           | ATC 123               |
| U    | Utena                                                             | AUC 123               |
| V    | Vilnius                                                           | AVC 123               |
| R    | En les combinacions LRS i LRV) indicava un vehicle governamental. | ARC 123               |

Després d'abandonar la codificació per comtats, es van emetre matrícules de les sèries LRS i LRV a tothom a partir de mitjan 2020.